# ماركوس هولمغرين بيدرسن
ماركوس هولمغرين بيدرسن (بالبوكمول: Marcus Holmgren Pedersen) هو لاعب كرة قدم نرويجي في مركز الوسط، ولد في 16 يوليو 2000 في النرويج. لعب مع ترومسو إيدريتسلاغ.

## وصلات خارجية
- ماركوس هولمغرين بيدرسن على موقع الاتحاد الأوربي (الإنجليزية)
- ماركوس هولمغرين بيدرسن على موقع اتحاد النرويج (النرويجية)
- ماركوس هولمغرين بيدرسن على موقع قاعدة بيانات كرة القدم.إي يو (الإنجليزية)
- ماركوس هولمغرين بيدرسن على موقع ناشيونال فوتبول تيمز (الإنجليزية)
- ماركوس هولمغرين بيدرسن على موقع Soccerbase.com (لاعب) (الإنجليزية)
- ماركوس هولمغرين بيدرسن على موقع Soccerway.com (الإنجليزية)
- ماركوس هولمغرين بيدرسن على موقع عالم كرة القدم.نت (الإنجليزية)